# Fjodor Golovin

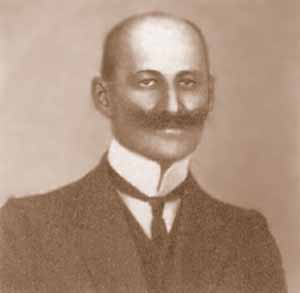
Feodor Golovin

Fjodor Aleksandrovitsj Golovin (Russisch: Федор Александрович Головин) (Moskou, 21 december 1867 - 21 november 1937) was een Russische liberale politicus.

## Levensloop
Fjodor Golovin stamde uit een adellijke familie uit de oblast Moskou. Hij studeerde rechten aan de Staatsuniversiteit van Moskou. In 1891 promoveerde hij. Hierna was hij werkzaam in de rechtspraak. In 1893 werd hij als afgevaardigde van de adel in de zemstvo (zelfbesturend orgaan) van de oejezd Dimitrov gekozen. In 1896 werd hij in de provinciale zemstvo van Moskou gekozen. Hij was ook lid van de bestuursraad van de oblast Moskou. Tussen 1902 en 1905 nam hij deel aan alle Al-Russische Zemstvo-Congressen en trad op als secretaris daarvan. In 1904 werd hij gekozen tot voorzitter van de zemstvo van Moskou. 
Fjodor Golovin was in oktober 1905 medeoprichter van de Constitutioneel-Democratische Partij (beter bekend als de "Cadetten"). In februari 1907 werd hij in de tweede Staatsdoema gekozen, waarvan hij tevens voorzitter werd. In juni 1907 ontbond tsaar Nicolaas II de Staatsdoema. Golovin verloor als gevolg van deze handeling het voorzitterschap van de Doema, maar hij wist zich te laten kiezen in de derde Staatsdoema (1907). In 1910 legde hij zijn doemalidmaatschap neer en kreeg een hoge functie bij de Russische spoorwegen.
Fjodor Golovin werd na de Februarirevolutie van 1917 door de Voorlopige Regering benoemd tot commissaris van de voormalige keizerlijke domeinen (28 maart). Na de Oktoberrevolutie moest hij deze post prijsgeven. 
Van juli tot augustus 1921 was hij lid van het Al-Russische Comité voor Hun aan de Noodlijdenden. Later werkte hij voor de regering. In 1937 werd hij door de NKVD gearresteerd en beschuldigd van deelname aan een complot tegen de Sovjetregering. Hij werd veroordeeld tot de doodstraf en op 21 november 1937 door een vuurpeloton geëxecuteerd.
In 1989 werd hij postuum gerehabiliteerd.